# Walmir Cardoso Lebrego
Walmir Cardoso Lebrego (Belém, 19 de setembro de 1935 – local e data exata de falecimento, ocorrido antes de 1996, desconhecidos), mais conhecido como Walmir, foi um futebolista brasileiro que atuava como atacante, sendo duas vezes artilheiro do Campeonato Paraense de Futebol — nos de 1961 e de 1962, ambos pela Tuna Luso.  Pôde ser campeão no de 1964, pelo Remo.
Curiosamente, seu pai (Quarenta) e um dos irmãos (Quarentinha, maior artilheiro do Botafogo) haviam sido destacados atacantes do rival em comum de Tuna e Remo, o Paysandu. Contudo, somente Walmir é reconhecido oficialmente como goleador máximo de alguma edição do campeonato paraense, sem ter ocorrido registros oficiais antes de 1947 e sem que o irmão Quarentinha conseguisse a artilharia no período em que esteve no Paysandu.
Sabe-se que Walmir faleceu antes de completar 60 anos.

## Carreira

### Contexto familiar
O pai Quarenta, cujo nome real era Luís Gonzaga Lebrego, casou-se em 1931 com Myrthes Lopes da Silva. Pelo Paysandu, Quarenta obteve dez títulos entre as décadas de 1920 e de 1940 no Campeonato Paraense de Futebol, o que fazia dele o jogador mais vezes campeão estadual no Brasil — atualmente, é o segundo maior.
Quarenta estava em excursão com o clube no Maranhão quando Myrthes deu em 1935 à luz a um dos filhos do casal, sabendo do nascimento pela imprensa local, que grafou a criança como "Valmiro". Contudo, todos os filhos homens tinham, por ideia da mãe, nomes iniciados em W - segundo esclarecimento dado em 1959 pelo mais famoso deles, Quarentinha (Waldir Cardoso Lebrego): "papai havia se casado duas vezes. Do primeiro matrimônio fazem parte: eu Waldir, Walter, Walmir, Walfrido e Waldemar, todos em W. A ideia do W partiu de mamãe. A madrasta já não quis seguir a linha da mesma letra". Outros filhos de Quarenta e Myrthes eram Wagner e Walquir, além de uma filha, Nadir. Quarenta veio a ter cerca de duas dezenas de filhos, entre seus dois casamentos.
A maioria dos homens filhos do primeiro casamento também tentou o futebol, tal como Quarentinha: segundo seu mesmo depoimento de 1959, Walter, o mais velho, nascido ainda em 1931, estava naquele ano no Bonsucesso e Wagner, no Paysandu, embora este não tenha figurado em nenhuma das partidas do título estadual daquele ano. Walquir teria defendido o Sport Belém. Outro dos irmãos, mais conhecido pelo sobrenome Lebrego, esteve já em 1973 no Sporting do Pará. De todos os outros filhos de Quarenta, contudo, foi Walmir o de mais destaque; à altura de 1962, ele já era o único dos irmãos de Quarentinha a seguir jogando profissionalmente o futebol.

### Os dias de Paysandu
Terceiro filho mais velho de Quarenta, Walmir começou, tal como o irmão Quarentinha e o pai, no Paysandu. Foi em 1955, altura em que o irmão, que jogara entre 1951 e 1953 na equipe adulta do "Papão", já estava no Botafogo. No começo de carreira, Walmir também recebeu o mesmo apelido do irmão, chegando a ser referido como "Quarentinha I" para ser diferenciado de outro colega com quem conviveu nas divisões de base bicolores, Paulo Benedito dos Santos Braga, por sua vez chamado inicialmente de "Quarentinha II". O apelido deste era também em homenagem a Quarenta, mesmo sem parentesco com os Lebrego.
Walmir e Paulo Braga integraram no Paysandu a equipe de aspirantes em 1955. O colega, aproveitado no time principal já no mesmo ano de 1955, viria a se tornar precisamente o maior ídolo alviceleste, ganhando por doze vezes o estadual, superando justamente o recorde de Quarenta. Assim, Walmir foi gradualmente sendo referido na mídia esportiva pelo nome próprio, conforme o apelido se consolidava cada vez mais com este outro Quarentinha.
A despeito da grande ligação familiar com o Paysandu Walmir era torcedor precisamente do arquirrival Remo, para onde viria a transferir-se. Não chegara a jogar nenhum dos Re-Pas de 1955 pela equipe principal do Paysandu.

### Primeiro ciclo no Remo
Sua transferência ao Remo, em 1956, causara desgosto no pai e mesmo castigos físicos por parte deste. Disputou naquele mesmo ano seu primeiro Re-Pa, em 18 de julho, pela primeira partida válida pela "Taça Salevy". Mesmo derrotado por 2–0, ele e o Remo terminaram campeões: sem o atacante em campo, o Remo venceu por 3–0 o segundo jogo, o que pelo regulamento ainda forçaria um terceiro - com Walmir de volta, a partida terminou em 0–0, forçando uma quarta, onde o "Leão", com Walmir, venceu por 2–1 já em 18 de outubro. Nesse período, ele marcou gol em outro clássico, um 1–1 pelo "festival azulino" em 30 de setembro. Pelo decorrer de 1956, Walmir esteve ainda em outros três Re-Pas, todos amistosos, mas sem perder: 2–0 em 7 de novembro, 1–1 em 13 de dezembro e novo 2–0 em 20 de dezembro.
O campeonato paraense de 1956, por sua vez, adentrou para o ano de 1957, havendo já em 3 de fevereiro a decisão do segundo turno. Walmir fez o único gol do jogo, permitindo ao Remo a volta olímpica do turno - e forçando novos Re-Pas em série melhor-de-três, pois o rival havia vencido o primeiro turno. Contudo, o Paysandu, mesmo não sendo campeão desde 1947, venceu os dois primeiros duelos e assegurou o fim de seu pior jejum. Curiosamente, o único gol do segundo duelo (em 3 de março) foi do outro Quarentinha.
Em 1957, ano em que casou-se (com Maria do Carmo de Castro Picanço),  Walmir ainda se alternava no Remo entre o time principal e o de aspirantes. Seus Re-Pas seguintes pelo time principal em 1957, sem gols dele, foram todos amistosos: 1–1 em 18 de abril, 3–0 em 1º de maio, derrota de 3–1 em 7 de setembro e vitória de 2–1 em 2 de outubro. No estadual de 1957, só encerrado (como na temporada anterior) no ano seguinte, Walmir figurou no primeiro jogo de nova série melhor-de-três - derrota de 2–1, já em 9 de fevereiro de 1958. Ausente dos jogos seguintes, testemunhou o título escapar no minuto final do terceiro clássico, momento em que Carlos Alberto Urubu, em lance famosos, marcou o gol de empate em 3–3 para o Paysandu.
Ao longo do ano de 1958, Walmir esteve em somente outro Re-Pa (ainda em 5 de fevereiro, um 0–0 pela "Taça Salevy") dentre o total de doze, considerando-se amistosos; e já não jogou o clássico em 1959. Nesse período, defendeu a equipe local do Belenenses. Nesse anos, os campeões foram respectivamente os rivais Tuna e Paysandu.

### Artilheiro na Tuna

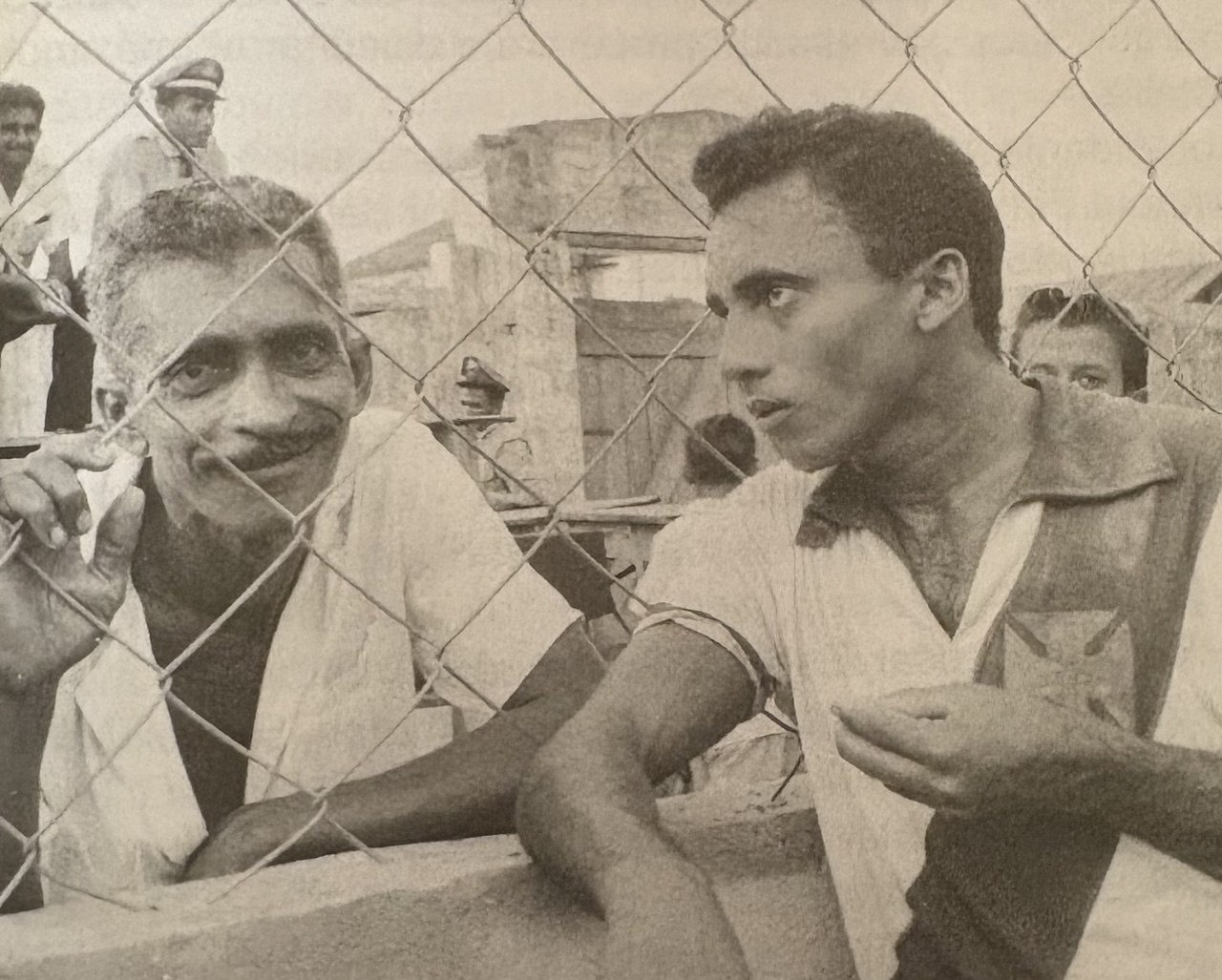
Walmir na Tuna Luso, junto ao pai Quarenta.

Em 29 de maio de 1960, Walmir fez o primeiro dos seus 69 gols documentados pela Tuna Luso, em 1–1 com o Avante, pelo campeonato paraense daquele ano, vencido pelo Remo. Apesar do clássico Pa-Tu, sua presença na Tuna foi melhor recebida pelo pai Quarenta, havendo registro fotográfico de Walmir, como tunante, trocar observações com o pai através do alambrado.
Pelo torneio paraense de 1960, Walmir fez dezesseis gols, conseguindo três vezes hat tricks: em 3–0 e em 4–1 ambos sobre o Belenenses e no 5–1 sobre o Pinheirense, além de marcar os dois gols cruzmaltinos em 2–2 contra o Paysandu; em clássico amistoso, marcou também os dois gols da Tuna, em vitória de 2–1 em 15 de novembro. Todavia, o desfecho do estadual viu a Tuna alijada da disputa, restrita à dupla Re-Pa e ao próprio Avante, o surpreendente estreante do certame.
No torneio de 1961, embora só marcasse onze vezes, Walmir já pôde ser o artilheiro do campeonato, ainda que o torneio voltasse a ser centralizado na dupla principal. Além de outras três vezes ter conseguido marcar três vezes em uma mesma partida (6–0 no Sacramenta, 5–1 no Júlio César, 7–0 no Belenenses), também converteu em dois clássicos Re-Tu: 1–0 pelo Torneio Início e duas vezes em vitória de 3–2 pelo estadual.
O principal ídolo da história tunante, China, parara de jogar em 1961, mas sem ele a "Águia" pôde em 1962 voltar a disputar o título, tendo em Walmir novamente o artilheiro - ainda que com nove gols. Ao longo do ano, destacou-se em ambas as rivalidades: contra o Remo, marcou duas vezes em 5–1 pelo Torneio Início, outra em 2–1 amistoso e outra em novo 5–1, também amistoso; contra o Paysandu, marcou os dois gols de vitória por 2–1 no clássico Pa-Tu em duelo que deu o título do segundo turno de modo antecipado à Tuna.
No total de seis gols sobre o Paysandu naquele ano, Walmir também fez o gol cruzmaltino o primeiro jogo das finalíssimas, mas o "Papão" venceu por 2–1 e, uma semana depois, sagrou-se campeão ao vencer por 2–0. A segunda artilharia fez de Walmir o único, ao lado do referido China (artilheiro da competição em 1953 e em 1958), a conseguir duas vezes sagrar-se goleador do certame como jogador da Tuna.
Em dezembro de 1962, Walmir integrou a seleção paraense, treinada por Gentil Cardoso, no Campeonato Brasileiro de Seleções Estaduais, curiosamente jogando ao lado do outro Quarentinha. Foi a penúltima edição da competição, com prestígio decrescente em face da consolidação da Taça Brasil de Futebol.

### Campeão no Remo
Em janeiro de 1963, Walmir marcou, ainda pela Tuna Luso, em dois amistosos no clássico Re-Tu, vencidos por de 2–1 e por 3–2 pelo Remo. Em 7 de abril, ele já voltava a disputar o clássico Re-Pa, marcando o gol remista em derrota amistosa de 2–1. O rival terminaria campeão estadual de 1963, tal como nas duas temporadas anteriores.
Em 1964, o "Leão" impediria o tetracampeonato do rival, embora sob turbulências; a Tuna terminou campeã do primeiro turno em meio a uma série crise institucional azulina, que viu sua diretoria renunciar após derrota na quarta rodada (2–1) para a equipe avaliada como a mais fraca da competição, o Liberato de Castro. O clube recuperou-se gradualmente, com Walmir marcando justamente o gol da vitória na partida que (já em 7 de fevereiro de 1965) valeu a volta olímpica do segundo turno - o 2–1 sobre o Combatentes. Em meio à temporada, Walmir chegou a enfrentar o irmão Quarentinha, em excursão deste a Belém e ao Suriname pelo Botafogo - ocasião em que chegou a desperdiçar um pênalti, defendido por Manga.
Em 1965, fez-se presente em 3–0 no Re-Pa que valeu, em 1º de julho, a estreia no Paysandu de outro histórico goleiro, Castilho. Contudo, o rival terminaria campeão; aquela foi precisamente a púltima participação de Walmir no clássico - na última, em 1º de agosto, o Paysandu venceu por 1–0 e garantiu o primeiro turno.
Seu último gol documentado pelo Remo foi sobre o outro rival, em derrota de 2–1 para a Tuna em 13 de outubro.

### Outros clubes
Além dos três principais times do Pará, Walmir também defendeu o Belenenses local, o Avante e, por fim, o Júlio César, onde encerrou a carreira no final da década de 1960.

## Títulos
Remo
- Campeonato Paraense: 1964[5]

Individual
- Artilheiro do Campeonato Paraense: 1961 (11 gols) e 1962 (9 gols)[3][4]